# Повіт Аяута
Пові́т Аяу́та (яп. 綾歌郡, あやうたぐん, МФА: [aja.uta guɴ]) — повіт в префектурі Каґава, Японія. Станом на 1 липня 2012 року його площа становила 577,02 км². Населення складало 64 524 осіб, а густота населення — 112 осіб/км². До складу повіту входять містечка Аяґава й Утадзу. 